# Dům Friedricha Pitzschkyho ve Štětíně
Dům Friedricha Plitschkyho ve Štětíně je neexistující eklektický nájemní dům, který se nacházel na rohu dnešní ulice Wielké Odrzańské a Nového trhu, ve staroměstské části Štětína, ve čtvrti Śródmieście.

## Historie
Nájemní dům byl navržen v roce 1875 na žádost Friedricha Emila Pitzschkyho, majitele pojišťovny. Stavební povolení bylo vydáno v červnu 1875 a stavební práce byly provedeny v letech 1876–1877. V nájemním domě sídlily pojišťovny a přepravní společností, včetně vedení firmy Pitzschkyho. 14. června 1910 byl nájemní dům prodán stavební společnosti „Volkshaus“ za 192 500 marek. V roce 1939 se budova stala majetkem zastoupení zaměstnanců a zaměstnavatelů Deutsche Arbeitsfronts Gau Pommern. V roce 1944 byl nájemní dům během bombardování poškozen a po válce byl zbořen. V 90. letech 20. století byly na jeho místě v rámci revitalizace starého města postaveny postmoderní domy.